# BYO
BYO ist eine Abkürzung und steht für das englische Bring Your Own (deutsch: „Bring dein eigenes“).

## Bedeutung
Die Abkürzung BYO ist ein in australischen, britischen und neuseeländischen Restaurants gebräuchlicher Hinweis, dass in dem betreffenden Lokal kein Alkohol ausgeschenkt wird und dass dort einkehrende Gäste ihren eigenen Wein zum Verzehr mitbringen dürfen. Meist wird hierfür eine Art Korkengeld verlangt.

## Länderspezifika

### Australien
In Australien ist es erlaubt, eigenen Wein und normalerweise auch Bier mit in BYO-Restaurants mitzubringen, Hochprozentiges hingegen nicht. BYO Restaurant sind i. d. R. durch Schilder eindeutig als solche zu erkennen. Es wird allerdings vielfach eine corkage fee (Entkorkungsgebühr) in Höhe von 5 bis 10 $ AU pro Flasche oder pro Person vom Restaurantbetreiber verlangt, was den Preisvorteil gegenüber einem Wein aus dem Restaurant oft zunichtemacht. Um den Alkoholkonsum an besonderen öffentlichen Plätzen und zu besonderen öffentlichen Veranstaltungen in Grenzen zu halten aber nicht gänzlich zu verbieten, gibt es die BYO-Regelung auch für den öffentlichen Raum. Dort kann per Regelung die Menge der mitgebrachten alkoholischen Getränke beschränkt werden.

### Neuseeland
In Neuseeland ist es lediglich erlaubt, Wein in mit BYO gekennzeichnete Restaurants mitzubringen. In der Regel wird seitens des Restaurants eine corkage charge (Entkorkungsgebühr) in Höhe von 4 bis 10 $ NZ pro Gast verlangt. Das erste BYO-Restaurant in Neuseeland öffnete in den 1970er-Jahren, als es üblicher wurde, Wein zu einem Essen zu verzehren. Nachdem die Restaurantbesitzer erkannt hatten, dass mit dem Weinausschank auch Geld verdient werden konnte, reduzierte sich die Anzahl der BYO-Restaurants, und diese Möglichkeit wird fast nur noch in Restaurants der indischen und thailändischen Küche angeboten. Durch § 28 den Sale of Liquor Act 1989 kann jedem Gast erlaubt werden, eigene mitgebrachte alkoholische Getränke während des Essens zu konsumieren, falls man eine Ausschanklizenz besitzt. In der Praxis wird dies von den Restaurantbesitzern jedoch ungern gesehen, und die Gäste werden in der Regel dazu aufgefordert, dies zu unterlassen.

### Vereinigtes Königreich
Auch in Großbritannien hat sich die Idee von BYO etabliert. Von Zeitungen wurde diese Idee aufgegriffen, und es werden Restaurants benannt, die das Mitbringen von Wein erlauben. Viele Restaurants in Großbritannien werben mit dieser Abkürzung; zudem ist dort für Feierlichkeiten, bei denen die Gäste ihr Verzehrgut selbst mitbringen, der Begriff Dutch party gebräuchlich. Auch Veranstaltungen, bei denen der Gastgeber die Kosten für Saalmiete und Speisen übernimmt, die Getränke jedoch selbst bezahlt werden müssen, sind dort nicht unüblich.

### Übrige Welt
Gelegentlich wird der Ausdruck auch in Kontinentaleuropa verwendet, um die Gäste zur Beteiligung an den Arbeiten und Kosten einer Party zu bewegen. In deutschen Kreisen ist BYO häufig unbekannt, falls es sich bei den Gastgebern nicht um Studenten, Wohngemeinschaften oder Kommunen handelt.